# 1493
| 1493               |
| ------------------ |
| Dødsfald - Fødsler |
| • Litteratur       |

| Gregoriansk kalender | 1493 MCDXCIII           |
| Ab urbe condita      | 2246                    |
| Armensk kalender     | 942 ԹՎ ՋԽԲ              |
| Kinesiske kalender   | 4189 – 4190 壬子 – 癸丑 |
| Etiopisk kalender    | 1485 – 1486             |
| Jødisk kalender      | 5253 – 5254             |
| Hindukalendere       |                         |
| - Vikram Samvat      | 1548 – 1549             |
| - Shaka Samvat       | 1415 – 1416             |
| - Kali Yuga          | 4594 – 4595             |
| Iransk kalender      | 871 – 872               |
| Islamisk kalender    | 898 – 899               |

Konge i Danmark: Hans 1481-1513
Se også 1493 (tal)

## Begivenheder

### Januar
- 4. januar - Christopher Columbus forlader Den Nye Verden, og afslutter derved sin første rejse

### Marts
- 15. marts - Christoffer Columbus vender tilbage til Spanien efter sin opdagelsesrejse til Indien, (som senere viste sig at være Amerika)

### November
- 3. november - ved daggry opdager Columbus øen Dominica under sin 2. rejse
- 4. november – under sin anden rejse opdager Christoffer Columbus øen Guadeloupe
- 19. november – Christopher Columbus opdager Puerto Rico.

## Født
- 1. maj – Philippus Paracelsus, schweizisk læge og alkymist.